# Natação no Campeonato Mundial de Esportes Aquáticos de 2017 - 100 m peito feminino
A prova dos 100 metros peito feminino da natação no Campeonato Mundial de Esportes Aquáticos de 2017 ocorreu nos dias 24 de julho e 25 de julho em Budapeste na Hungria.

## Recordes
Antes desta competição, os recordes mundiais e do campeonato nesta prova eram os seguintes:
| Tipo                  | Atleta         | Tempo   | Local     | Data                |
| --------------------- | -------------- | ------- | --------- | ------------------- |
|                       | Rūta Meilutytė | 1:04,35 | Barcelona | 29 de julho de 2013 |
| Recorde do campeonato | Rūta Meilutytė | 1:04,35 | Barcelona | 29 de julho de 2013 |

Os seguintes novos recordes foram estabelecidos durante esta competição. 
| Data        | Prova | Nadadora   | Nacionalidade  | Tempo   | Recordes |
| ----------- | ----- | ---------- | -------------- | ------- | -------- |
| 25 de julho | Final | Lilly King | Estados Unidos | 1:04,13 | ,        |

## Medalhistas
| Ouro             | Prata             | Bronze                |
| Lilly King (USA) | Katie Meili (USA) | Yuliya Yefimova (RUS) |

## Resultados

### Eliminatórias
Esses foram os resultados das eliminatórias. Foram realizadas no dia 24 de julho com início às 10h00.
| Pos. | Bateria | Raia | Nadadora                  | Nacionalidade        | Tempo   | Notas            |
| ---- | ------- | ---- | ------------------------- | -------------------- | ------- | ---------------- |
| 1    | 5       | 4    | Lilly King                | Estados Unidos       | 1:05,20 | Q                |
| 2    | 6       | 4    | Yuliya Yefimova           | Rússia               | 1:05,60 | Q                |
| 3    | 6       | 5    | Rūta Meilutytė            | Lituânia             | 1:05,81 | Q                |
| 4    | 4       | 4    | Katie Meili               | Estados Unidos       | 1:06,39 | Q                |
| 5    | 5       | 2    | Taylor McKeown            | Austrália            | 1:06,64 | Q                |
| 6    | 4       | 3    | Jessica Vall              | Espanha              | 1:06,85 | Q                |
| 7    | 5       | 5    | Shi Jinglin               | China                | 1:06,94 | Q                |
| 8    | 6       | 2    | Rachel Nicol              | Canadá               | 1:07,10 | Q                |
| 9    | 6       | 1    | Jessica Hansen            | Austrália            | 1:07,12 | Q                |
| 10   | 4       | 6    | Satomi Suzuki             | Japão                | 1:07,20 | Q                |
| 10   | 6       | 7    | Sarah Vasey               | Reino Unido          | 1:07,20 | Q                |
| 12   | 6       | 3    | Siobhan-Marie O'Connor    | Reino Unido          | 1:07,33 | Q, RET           |
| 13   | 4       | 5    | Jennie Johansson          | Suécia               | 1:07,35 | Q                |
| 14   | 5       | 6    | Rikke Møller Pedersen     | Dinamarca            | 1:07,39 | Q                |
| 15   | 4       | 1    | Arianna Castiglioni       | Itália               | 1:07,43 | Q                |
| 15   | 4       | 7    | Kierra Smith              | Canadá               | 1:07,43 | Q                |
| 17   | 4       | 2    | Reona Aoki                | Japão                | 1:07,48 | Q                |
| 18   | 6       | 6    | Hrafnhildur Lúthersdóttir | Islândia             | 1:07,54 |                  |
| 19   | 6       | 9    | Martina Moravčíková       | Chéquia              | 1:07,69 |                  |
| 20   | 6       | 8    | Jenna Laukkanen           | Finlândia            | 1:07,83 |                  |
| 21   | 5       | 7    | Natalia Ivaneeva          | Rússia               | 1:07,97 |                  |
| 22   | 5       | 3    | Martina Carraro           | Itália               | 1:08,11 |                  |
| 23   | 5       | 0    | Macarena Ceballos         | Argentina            | 1:08,34 |                  |
| 24   | 4       | 8    | Mona McSharry             | Irlanda              | 1:08,52 |                  |
| 25   | 4       | 0    | Anna Sztankovics          | Hungria              | 1:08,66 |                  |
| 26   | 3       | 4    | Maria Romanjuk            | Estónia              | 1:08,81 | Recorde nacional |
| 26   | 5       | 8    | Zhang Xinyu               | China                | 1:08,81 |                  |
| 28   | 6       | 0    | Dominika Sztandera        | Polónia              | 1:09,91 |                  |
| 29   | 3       | 5    | Natasha Lloyd             | Nova Zelândia        | 1:10,11 |                  |
| 30   | 5       | 9    | Andrea Podmaníková        | Eslováquia           | 1:10,13 |                  |
| 31   | 4       | 9    | Kaylene Corbett           | África do Sul        | 1:10,16 |                  |
| 32   | 5       | 1    | Viktoriya Zeynep Güneş    | Turquia              | 1:10,30 |                  |
| 33   | 3       | 3    | Mariya Liver              | Ucrânia              | 1:10,49 |                  |
| 34   | 3       | 2    | Alina Bulmag              | Moldávia             | 1:10,89 |                  |
| 35   | 3       | 6    | Rebecca Kamau             | Quênia               | 1:11,61 |                  |
| 36   | 2       | 5    | Tilka Paljk               | Zâmbia               | 1:12,65 | Recorde nacional |
| 37   | 3       | 0    | Amy Micallef              | Malta                | 1:12,79 | Recorde nacional |
| 38   | 2       | 3    | Lei On Kei                | Macau                | 1:14,11 |                  |
| 39   | 3       | 7    | Dariya Talanova           | Quirguistão          | 1:14,13 |                  |
| 40   | 3       | 9    | Vanessa Rivas             | República Dominicana | 1:14,14 | Recorde nacional |
| 41   | 1       | 5    | Nguyễn Thị Nhất Lam       | Vietname             | 1:15,99 |                  |
| 42   | 3       | 8    | Meri Mumladze             | Geórgia              | 1:16,70 | Recorde nacional |
| 43   | 2       | 4    | Nawapas Pisanuwong        | Tailândia            | 1:16,91 |                  |
| 44   | 1       | 6    | Honia Ibrahim             | Iraque               | 1:17,48 | Recorde nacional |
| 44   | 3       | 1    | Evita Leter               | Suriname             | 1:17,48 |                  |
| 46   | 1       | 4    | Batbayaryn Enkhkhuslen    | Mongólia             | 1:18,70 | Recorde nacional |
| 47   | 1       | 3    | Jang Myong-gyong          | Coreia do Norte      | 1:18,87 |                  |
| 48   | 2       | 6    | Oreoluwa Cherebin         | Granada              | 1:18,91 |                  |
| 49   | 2       | 2    | Melisa Zhdrella           | Kosovo               | 1:21,47 | Recorde nacional |
| 50   | 1       | 2    | Elen Yesayan              | Armênia              | 1:21,84 | Recorde nacional |
| 51   | 2       | 0    | Tilali Scanlan            | Samoa Americana      | 1:23,03 | Recorde nacional |
| 52   | 2       | 9    | Tisa Shakya               | Nepal                | 1:26,13 | Recorde nacional |
| 53   | 2       | 8    | Sajina Aishath            | Maldivas             | 1:28,92 |                  |
| —    | 2       | 1    | Maayaa Ayawere            | Gana                 | DNS     | DNS              |

### Semifinal
Esses foram os resultados das semifinais. Foram realizadas no dia 24 de julho com início às 17h58.
Semifinal 1
| Pos. | Raia | Nadadora            | Nacionalidade  | Tempo   | Notas |
| ---- | ---- | ------------------- | -------------- | ------- | ----- |
| 1    | 4    | Yuliya Yefimova     | Rússia         | 1:04,36 | Q,    |
| 2    | 5    | Katie Meili         | Estados Unidos | 1:05,48 | Q     |
| 3    | 3    | Jessica Vall        | Espanha        | 1:06,62 | Q     |
| 4    | 6    | Rachel Nicol        | Canadá         | 1:07,03 |       |
| 5    | 2    | Satomi Suzuki       | Japão          | 1:07,08 |       |
| 6    | 1    | Arianna Castiglioni | Itália         | 1:07,19 |       |
| 7    | 8    | Reona Aoki          | Japão          | 1:07,43 |       |
| 8    | 7    | Jennie Johansson    | Suécia         | 1:07,93 |       |

Semifinal 2
| Pos. | Raia | Nadadora              | Nacionalidade  | Tempo   | Notas |
| ---- | ---- | --------------------- | -------------- | ------- | ----- |
| 1    | 4    | Lilly King            | Estados Unidos | 1:04,53 | Q     |
| 2    | 5    | Rūta Meilutytė        | Lituânia       | 1:05,06 | Q     |
| 3    | 6    | Shi Jinglin           | China          | 1:06,47 | Q     |
| 4    | 8    | Kierra Smith          | Canadá         | 1:06,62 | Q     |
| 5    | 7    | Sarah Vasey           | Reino Unido    | 1:06,81 | Q     |
| 6    | 3    | Taylor McKeown        | Austrália      | 1:06,93 |       |
| 7    | 2    | Jessica Hansen        | Austrália      | 1:07,21 |       |
| 8    | 1    | Rikke Møller Pedersen | Dinamarca      | 1:07,92 |       |

### Final
A final foi realizada em 25 de julho às 19h17.
| Pos.              | Raia | Nadadora        | Nacionalidade  | Tempo   | Notas           |
| ----------------- | ---- | --------------- | -------------- | ------- | --------------- |
| Medalha de ouro   | 5    | Lilly King      | Estados Unidos | 1:04,13 | Recorde mundial |
| Medalha de prata  | 6    | Katie Meili     | Estados Unidos | 1:05,03 |                 |
| Medalha de bronze | 4    | Yuliya Yefimova | Rússia         | 1:05,05 |                 |
| 4                 | 3    | Rūta Meilutytė  | Lituânia       | 1:05,65 |                 |
| 5                 | 2    | Shi Jinglin     | China          | 1:06,43 |                 |
| 6                 | 1    | Kierra Smith    | Canadá         | 1:06,90 |                 |
| 7                 | 7    | Jessica Vall    | Espanha        | 1:06,95 |                 |
| 8                 | 8    | Sarah Vasey     | Reino Unido    | 1:07,19 |                 |

Legenda
| Recorde mundial       | Recorde mundial (World record)               |                       | Recorde africano                      | Recorde africano (African) |                                           | Q | Classificado por posição (Qualified) |
| Recorde do campeonato | Recorde do campeonato (Championship record)  | Recorde da América    | Recorde da América (Americas)         | q                          | Classificado por melhor tempo (Qualified) |   |                                      |
| Melhor marca do ano   | Melhor marca do ano (World leading)          | Recorde asiático      | Recorde asiático (Asian)              | DNS                        | Não largou (Did not start)                |   |                                      |
| Recorde nacional      | Recorde nacional (National record)           | Recorde europeu       | Recorde europeu (European)            | DNF                        | Não terminou (Did not finish)             |   |                                      |
| Recorde pessoal       | Recorde pessoal do atleta (Personal best)    | Recorde da Oceania    | Recorde da Oceania (Oceania)          | DSQ / DQ                   | Desclassificado (Disqualified)            |   |                                      |
| Recorde da temporada  | Recorde da temporada do atleta (Season best) | Recorde sul-americano | Recorde sul-americano (South America) | NM                         | Sem marca (No mark)                       |   |                                      |